# 116-os busz (Budapest)
A budapesti 116-os jelzésű autóbusz a Dísz tér és a Fény utcai piac között közlekedik a Budai Várnegyedben. A viszonylatot a Budapesti Közlekedési Zrt. üzemelteti. A vonalon 2015. november 19-én állt forgalomba az első Karsan ATAK. 2016. április 30-ától a vonalon Modulo Medio buszok is közlekednek. A járműveket a Kelenföldi autóbuszgarázs adja ki.
A járat csak munkanapokon és szombaton, napközben közlekedik. Útvonala a 16-oséhoz, illetve a betétjáratához, a 16A-hoz hasonló, utóbbiét teljesen lefedi.
2019 júniusától a Dísz téren újabb jegy érvényesítése nélkül át lehet szállni a Clark Ádám térig továbbközlekedő 16-os buszra, ekkor a kezelt vonaljegy másik végét is érvényesíteni kell.

## Története
2008. szeptember 6-ától, az új paraméterkönyv bevezetésével a 110-es busz jelzése 116-osra változott.
2014. május 12-étől május 18-áig a Bécsi kapu lezárása miatt 116A jelzéssel betétjárata közlekedett a Széll Kálmán tér és a Bécsi kapu tér között, érintve a 16A végállomását, a Dísz teret.
2022. május 14-étől a szombati napokon az autóbuszokra kizárólag az első ajtón lehet felszállni, ahol a járművezető ellenőrzi az utazási jogosultságot.

## Útvonala
| Fény utcai piac felé |
| Dísz tér vá. – Dísz tér – Tárnok utca – Szentháromság tér – Hess András tér – Fortuna utca – Bécsi kapu tér – Ostrom utca – Várfok utca – Széll Kálmán tér – Dékán utca – Retek utca – Fény utcai piac vá.                |
| Dísz tér felé |
| Fény utcai piac vá. – Retek utca – Dékán utca – Széll Kálmán tér – Várfok utca – Ostrom utca – Bécsi kapu tér – Nándor utca – Kapisztrán tér – Országház utca – Szentháromság tér – Tárnok utca – Dísz tér – Dísz tér vá. |

## Megállóhelyei
Az átszállási kapcsolatok között a Széll Kálmán tér és a Dísz tér között azonos útvonalon közlekedő 16-os és 16A járat nincsen feltüntetve.
| 0 | Fény utcai piac végállomás | 7 | 149 | Piac, Mammut bevásárlóközpont                                                                                                   |
| 0 | Fény utcai piac            | ∫ | 149 | Piac, Mammut bevásárlóközpont                                                                                                   |
| 4 | Széll Kálmán tér M         | 5 | 4, 6, 17, 56, 56A, 59, 59A, 59B, 61 5, 21, 21A, 22, 22A, 39, 91, 102, 128, 129, 139, 140, 140A, 149, 155, 156, 221, 222 781, 782, 783, 784, 785, 786, 787, 789, 791, 793, 794, 795 | Autóbusz-állomás, Metróállomás, Postapalota                                                                                     |
| 5 | Mátray utca                | 3 | | |
| 6 | Bécsi kapu tér             | 2 | | Magyar Nemzeti Levéltár, Budavári evangélikus templom, Bécsi kapu                                                               |
| 7 | Kapisztrán tér             | ∫ | | |
| 8 | Szentháromság tér          | 1 | | Mátyás-templom, Halászbástya, Szentháromság-szobor, Régi budai városháza                                                        |
| 9 | Dísz tér végállomás        | 0 | 216 Budavári sikló | Budavári Palota, Budapesti Történeti Múzeum, Sándor-palota, Magyar Nemzeti Galéria, Budavári sikló, Országos Széchényi Könyvtár |